# Slowhand (Album)
Slowhand ist das fünfte Studioalbum des britischen Rockmusikers Eric Clapton und erschien am 25. November 1977. Die Veröffentlichung wurde im Jahr 2003 auf Platz 325 der Rolling-Stone-Liste der 500 besten Alben aller Zeiten gewählt und beinhaltet die Hit-Singles Wonderful Tonight und Lay Down Sally.

## Hintergrund
Das Album wurde nach Claptons Spitznamen benannt, der von Giorgio Gomelsky stammt. Cocaine coverte Clapton zwar für Slowhand; seine Version erreichte jedoch erst als Singleauskopplung aus dem Album Just One Night von 1980 die Charts. Am 7. Dezember 2012 erschien zum 35-jährigen Jubiläum eine remasterte Deluxe-Edition von Slowhand als Doppel-CD. Die erste CD besteht aus dem remasterten Album mit Bonus-Tracks und Studio-Jam-Sessions. Die zweite CD bietet ein bisher unveröffentlichtes Live-Konzert vom April 1977 im Hammersmith Odeon. Das Konzert fand einen Monat vor den Slowhand-Aufnahmen statt und enthält daher noch keine Titel des Studioalbums.

## Titelliste
Seite 1
1. Cocaine (J.J. Cale) – 3:41
2. Wonderful Tonight (Clapton) – 3:44
3. Lay Down Sally (Clapton, Marcy Levy, George Terry) – 3:56
4. Next Time You See Her (Clapton) – 4:01
5. We’re All the Way (Don Williams) – 2:32

Seite 2
1. The Core (Clapton/Levy) – 8:45
2. May You Never (John Martyn) – 3:01
3. Mean Old Frisco (Arthur Crudup) – 4:42
4. Peaches and Diesel (Clapton, Albhy Galuten) – 4:46

## 35th Anniversary Super Deluxe Edition (27 Bonustracks – 1 LP, 3 CD, 1 DVD, 2012, GB)
1. Looking At The Train (Gordon Lightfoot) 3:39 Cover
2. Alberta (Trad.) 2:40
3. Greyhound Bus () 2:57
4. Stars, Strays And Ashtrays (Eric Clapton) 4:36
5. Tell The Truth () 9:00 Live
6. Knocking On Heaven's Door (Bob Dylan) 5:18 Live Cover
7. Steady Rolling Man (Robert Johnson) 6:55 Live
8. Can’t Find My Way Home (Steve Winwood) 6:06 Live Cover
9. Further On Up The Road (Joe Medwich Veasey, Don D. Robey) 6:35 Live
10. Stormy Monday () 12:42 Live
11. Badge (George Harrison, Eric Clapton) 8:02 Live
12. I Shot The Sheriff (Bob Marley) 14:04 Live Cover
13. Layla (Eric Clapton, Jim Gordon) 6:02 Live Cover
14. Badge (George Harrison, Eric Clapton) 8:36 Live
15. Nobody Knows You When You’re Down And Out () 4:00 Live
16. I Shot The Sheriff (Bob Marley) 14:03 Live Cover
17. Layla (Eric Clapton, Jim Gordon) 6:02 Live
18. Key To The Highway (William Broonzy, Charles Seger) 7:25 Live Cover[3]

## Videoalbum
1. Cocaine (J.J. Cale) Cover
2. Wonderful Tonight (Eric Clapton)
3. Lay Down Sally (Eric Clapton, Marcy Levy)
4. Next Time You See Her (Eric Clapton)
5. We’re All The Way (Don Williams)
6. The Core (Marcella Detroit, Eric Clapton)
7. May You Never (John Martyn) Cover
8. Mean Old Frisco (Arthur Crudup)
9. Peaches And Diesel (Albhy Galuten, Eric Clapton)

## Rezeption und Auszeichnungen
Allmusic-Kritiker Stephen Thomas Erlewine bezeichnete Claptons Gitarrenspiel als „meisterhaft und souverän“. Das Album könne mit 461 Ocean Boulevard mithalten und sei eines der „besten Eric-Clapton-Alben“. Er vergab 4,5 von fünf möglichen Bewertungseinheiten. Das Album erreichte Platz zwei der Billboard 200 und Platz 23 der britischen Albumcharts. Die Singleauskopplung Wonderful Tonight erreichte Platz 16 der Billboard Hot 100. Die Single Lay Down Sally platzierte sich sowohl auf den Rängen drei und 39 der US-amerikanischen und britischen Singlecharts als auch auf der Position 26 der Billboard-Country-Charts. Das Album wurde von der RIAA dreimal mit Platin ausgezeichnet und verkaufte sich weltweit mehr als 3,3 Millionen Mal.

## Auszeichnungen für Musikverkäufe
| Land/Region                  | Auszeichnungen für Musikverkäufe (Land/Region, Auszeichnung, Verkäufe) | Verkäufe  |
| ---------------------------- | ---------------------------------------------------------------------- | --------- |
| Belgien (BRMA)               | —                                                                      | 100.000   |
| Italien (FIMI)               | —                                                                      | 100.000   |
| Japan (RIAJ)                 | —                                                                      | 15.000    |
| Kanada (MC)                  | 3× Platin (1979) · + 2× Platin (1981)                                  | 500.000   |
| Norwegen (IFPI)              | Silber                                                                 | 25.000    |
| Schweiz (IFPI)               | Gold (RSO 1990) · + Gold (RSO 1993)                                    | 50.000    |
| Vereinigte Staaten (RIAA)    | 3× Platin                                                              | 3.000.000 |
| Vereinigtes Königreich (BPI) | Gold                                                                   | 100.000   |
| Insgesamt                    | 1× Silber · 3× Gold · 8× Platin ·                                      | 3.890.000 |